# Adilson de Freitas Nascimento
Adilson de Freitas Nascimento (San Paolo, 3 dicembre 1951 – Campinas, 3 febbraio 2009) è stato un cestista brasiliano.

## Carriera
Con il Brasile ha disputato tre edizioni dei Giochi olimpici (Monaco 1972, Mosca 1980, Los Angeles 1984) e tre dei Campionati mondiali (1974, 1978, 1982).